# Đoàn Trí Liêm
Đoàn Trí Liêm (段智廉, ?-?) là một Hoàng đế nước Đại Lý, tại vị từ năm 1201-1204.

## Trong lịch sử
Do Đại Lý chỉ là nước nhỏ nên những ghi chép về Đoàn Trí Liêm không có nhiều. Năm sinh và năm mất của ông đều không rõ, chỉ biết ông là con trai của vị hoàng đế tiền triều Đoàn Trí Hưng và được vua cha nhường ngôi năm 1200 và từ ngôi năm 1204, tại vị 4 năm. Trong thời gian trị vì ngắn ngủi của mình, ông sử dụng 2 niên hiệu là Phượng Lịch và Nguyên Thọ.
Cũng như cha mình, Đoàn Trí Liêm rất tôn sùng đạo Phật. Trong thời gian trị vì, ông từng phái người đến Tống triều để thỉnh kinh Phật, thỉnh được bộ Đại tạng kinh gồm 1465 quyển.
Không rõ ông mất năm nào. Sau khi mất, ông được tôn thụy là Hanh Thiên đế, miếu hiệu là Anh Tông.